# Modello intertemporale di valutazione dei titoli
Il modello intertemporale di valutazione dei titoli (intertemporal CAPM o ICAPM) determina il rendimento teorico di un titolo quando gli investitori non sono solamente interessati al capitale alla fine del periodo considerato, come nel modello CAPM, ma tengono conto delle possibilità di consumo e di investimento durante tutto il periodo. Il rischio del consumo cambia quindi con il tempo. Le modifiche delle possibilità di investimento sono rappresentate da una variabile di stato. L'utilità istantanea dipende dal consumo (C) e dalla variabile di stato. Si scrive:
{\displaystyle U[C(t),t]}.

## Versione con tempo continuo
Merton considera il caso di transazioni continue in un mercato sempre in equilibrio.
La variabile di stato (X) segue un moto browniano:
{\displaystyle dX=\mu dt+sdZ}
L'investitore massimizza l'utilità attesa:
{\displaystyle E_{o}\left\{\int _{o}^{T}U[C(t),t]dt+B[W(T),T]\right\}}
dove T è l'orizzonte temporale considerato e B[W(T,T)] l'utilità del patrimonio (W) a scopo di riserva o di eredità.
Il vincolo di bilancio è data dal patrimonio dell'investitore (W). Sia {\displaystyle w_{i}} la parte del patrimonio investita nel titolo i. Si può scrivere:
{\displaystyle W(t+dt)=[W(t)-C(t)dt]\sum _{i=0}^{n}w_{i}[1+r_{i}(t+dt)]}
dove {\displaystyle r_{i}} è il rendimento del titolo i.
La variazione del patrimonio è:
{\displaystyle dW=-C(t)dt+[W(t)-C(t)dt]\sum w_{i}(t)r_{i}(t+dt)}
Questo problema si può risolvere utilizzando la programmazione dinamica e prendendo una serie di problemi discreti:
{\displaystyle \max E_{o}\left\{\sum _{t=o}^{T-dt}\int _{t}^{t+dt}U[C(s),s]ds+B[W(T),T]\right\}}
Inoltre, uno sviluppo in serie di Taylor dà:
{\displaystyle \int _{t}^{t+dt}U[C(s),s]ds=U[C(t),t]dt+{\frac {1}{2}}U_{t}[C(t^{*}),t^{*}]dt^{2}\approx U[C(t),t]dt}
dove {\displaystyle t^{*}} è un valore tra t e dt.
Supponiamo che il processo stocastico dei rendimenti sia un moto browniano:
{\displaystyle r_{i}(t+dt)=\alpha _{i}dt+\sigma _{i}dz_{i}}
con:
{\displaystyle E(r_{i})=\alpha _{i}dt\quad ;\quad E(r_{i}^{2})=var(r_{i})=\sigma _{i}^{2}dt\quad ;\quad cov(r_{i},r_{j})=\sigma _{ij}dt}
Sviluppando la variazione del patrimonio ed eliminando le variazioni di secondo ordine si ottiene:
{\displaystyle dW\approx [W(t)\sum w_{i}\alpha _{i}-C(t)]dt+W(t)\sum w_{i}\sigma _{i}dz_{i}}
Utilizzando l'equazione di Bellman, si può scrivere nel modo seguente la massimizzazione dell'utilità attesa:
{\displaystyle J(W,X,t)=max\;E_{t}\left\{\int _{t}^{t+dt}U[C(s),s]ds+J[W(t+dt),X(t+dt),t+dt]\right\}}
sotto il vincolo indicato qui sopra.
Utilizzando il lemma di Itō si può scrivere:
{\displaystyle dJ=J[W(t+dt),X(t+dt),t+dt]-J[W(t),X(t),t+dt]=J_{t}dt+J_{W}dW+J_{X}dX+{\frac {1}{2}}J_{XX}dX^{2}+{\frac {1}{2}}J_{WW}dW^{2}+J_{WX}dXdW}
mentre il valore atteso è:
{\displaystyle E_{t}J[W(t+dt),X(t+dt),t+dt]=J[W(t),X(t),t]+J_{t}dt+J_{W}E[dW]+J_{X}E(dX)+{\frac {1}{2}}J_{XX}var(dX)+{\frac {1}{2}}J_{WW}var[dW]+J_{WX}cov(dX,dW)}
Dopo alcune semplificazioni
, si ottiene la seguente funzione obiettivo:
{\displaystyle max\left\{U(C,t)+J_{t}+J_{W}W[\sum _{i=1}^{n}w_{i}(\alpha _{i}-r_{f})+r_{f}]-J_{W}C+{\frac {W^{2}}{2}}J_{WW}\sum _{i=1}^{n}\sum _{j=1}^{n}w_{i}w_{j}\sigma _{ij}+J_{X}\mu +{\frac {1}{2}}J_{XX}s^{2}+J_{WX}W\sum _{i=1}^{n}w_{i}\sigma _{iX}\right\}}
dove {\displaystyle r_{f}} è il rendimento dell'attivo privo di rischio.
Le condizioni di primo ordine sono:
{\displaystyle J_{W}(\alpha _{i}-r_{f})+J_{WW}W\sum _{j=1}^{n}w_{j}^{*}\sigma _{ij}+J_{WX}\sigma _{iX}=0\quad i=1,2,\ldots ,n}
In forma matriciale, si può scrivere:
{\displaystyle (\alpha -r_{f}{\mathbf {1} })={\frac {-J_{WW}}{J_{W}}}\Omega w^{*}W+{\frac {-J_{WX}}{J_{W}}}cov_{rX}}
dove {\displaystyle \alpha } è il vettore dei rendimenti attesi, {\displaystyle \Omega } la matrice della covarianza dei rendimenti, {\displaystyle {\mathbf {1} }} un vettore unità e {\displaystyle cov_{rX}} la covarianza dei rendimenti con la variabile di stato. Le parti ottimali sono allora:
{\displaystyle {\mathbf {w} ^{*}}={\frac {-J_{W}}{J_{WW}W}}\Omega ^{-1}(\alpha -r_{f}{\mathbf {1} })-{\frac {J_{WX}}{J_{WW}W}}\Omega ^{-1}cov_{rX}}
Siccome queste proporzioni sono quelle dell'investitore rappresentativo, devono essere quelle del portafoglio di mercato secondo la definizione del CAPM. I rendimenti attesi possono dunque essere espressi nel modo seguente:
{\displaystyle \alpha _{i}=r_{f}+\beta _{im}(\alpha _{m}-r_{f})+\beta _{ih}(\alpha _{h}-r_{f})}
dove m indica il portafoglio del mercato e h un portafoglio utilizzato per coprirsi del rischio di cambiamento della variabile di stato.
Il modello ICAPM può spiegare il forte rendimento dei titoli di valore (value stocks) (con un rapporto valore contabile / valore di mercato elevato) rispetto ai titoli di crescita (growth stocks). Se i titoli di crescita proteggono l'investitore dai cambiamenti della variabile di stato, la copertura di questo rischio compensa il rendimento inferiore. 

## Versione con tempo discreto
Campbell propone una versione con tempo discreto del modello intertemporale di Merton utilizzando un'approssimazione lineare nei logaritmi del vincolo di bilancio e la funzione di utilità suggerita da Epstein et Zin. Altre versioni con tempo discreto sono state proposte, in particolare da Fama.
Sia la funzione di utilità dell'investitore rappresentativo:
{\displaystyle \sum _{j=o}^{\infty }\delta ^{j}u(c_{t+j},z_{t+j})}
dove u è l'utilità istantanea, {\displaystyle c_{t+j}} il consumo al periodo {\displaystyle t+j}, {\displaystyle z_{t+j}} una variabile di stato e {\displaystyle \delta =1/(1+\rho )} è il tasso soggettivo di preferenza per il tempo ({\displaystyle \rho } è il tasso di sconto soggettivo).
L'investitore massimizza l'utilità attesa:
{\displaystyle \max \quad u(c_{t},z_{t})+\sum _{j=1}^{\infty }\delta ^{j}E_{t}[u(c_{t+j},z_{t+j})]}
sotto il vincolo:
{\displaystyle \sum _{j=1}^{n}x_{j,t+1}+F_{t+1}=\sum _{j=1}^{n}(1+r_{jt})x_{jt}+(1+r_{ft})F_{t}-c_{t}}
dove {\displaystyle F} è il titolo privo di rischio e {\displaystyle r_{ft}} il tasso di interesse del titolo privo di rischio.
Utilizzando l'equazione di Bellman della programmazione dinamica si può scrivere:
{\displaystyle V(W_{t},z_{t})=\max _{x_{i,t+1},F_{t+1}}\left\{u(W_{t}-\sum _{j=1}^{n}x_{j,t+1}-F_{t+1})+\delta E_{t}\left[V(W_{t+1},z_{t+1})\right]\right\}}
dove W è il patrimonio dell'investitore:
{\displaystyle W_{t}=\sum _{j=1}^{n}(1+r_{jt})x_{jt}+(1+r_{ft})F_{t}}
Le condizioni di primo ordine sono:
{\displaystyle {\frac {\partial V}{\partial x_{i,t+1}}}=-u^{\prime }(c_{t},z_{t})+\delta E_{t}\left[V_{W}(W_{t+1},z_{t+1}){\frac {\partial W_{t+1}}{\partial x_{i,t+1}}}\right]=0\quad i=1,\ldots ,n}
{\displaystyle {\frac {\partial V}{\partial F_{t+1}}}=-u^{\prime }(c_{t},z_{t})+\delta E_{t}\left[V_{W}(W_{t+1},z_{t+1}){\frac {\partial W_{t+1}}{\partial F_{t+1}}}\right]=0}
dove {\displaystyle V_{W}} è la derivata rispetto a {\displaystyle W_{t+1}} (utilità marginale del patrimonio).
Da queste condizioni si ottiene:
{\displaystyle E_{t}\left[V_{W}(W_{t+1},z_{t+1})(1+r_{jt})\right]=E_{t}\left[V_{W}(W_{t+1},z_{t+1})(1+r_{ft})\right]}
La covarianza di due variabili aleatorie è:
{\displaystyle cov(x,y)=E(xy)-E(x)E(y)}
Per gli attivi rischiosi si può quindi scrivere:
{\displaystyle E_{t}\left[V_{W}(W_{t+1},z_{t+1})(1+r_{jt})\right]=cov_{t}[(V_{W}(W_{t+1},z_{t+1}),(1+r_{jt})]+E_{t}[V_{W}(W_{t+1},z_{t+1})]E_{t}[(1+r_{jt})]}
mentre che per l'attivo privo di rischio si ha:
{\displaystyle E_{t}\left[V_{W}(W_{t+1},z_{t+1})(1+r_{ft})\right]=(1+r_{ft})E_{t}[V_{W}(W_{t+1},z_{t+1})]}
La condizione qui sopra diventa dunque:
{\displaystyle E(r_{jt})-r_{ft}=-{\frac {cov_{t}[(V_{W}(W_{t+1},z_{t+1}),(1+r_{jt})]}{E_{t}[V_{W}(W_{t+1},z_{t+1})]}}}
Prendendo l'approssimazione di primo ordine:
{\displaystyle V_{W}(W_{t+1},z_{t+1})\approx V_{W}(W_{t},t_{t})+V_{WW}(W_{t},z_{t})\Delta W_{t+1}+V_{Wz}(W_{t},z_{t})\Delta z_{t+1}}
si ottiene:
{\displaystyle E(r_{jt})-r_{ft}=-\gamma cov_{t}[\Delta W_{t+1},(1+r_{jt})]+{\frac {V_{Wz}}{E_{t}(V_{W})}}cov[\Delta z_{t+1},(1+r_{jt})]}
dove {\displaystyle \gamma } è l'indice relativo d'avversione al rischio di {\displaystyle V}.
La variazione del patrimonio è legata al beta del modello CAPM. La variazione della variabile di stato è legata alle possibilità di investimento. Il rendimento atteso di un titolo dipende dunque dalla covarianza con il portafoglio di mercato e dalla covarianza con la variabile di stato che è un'approssimazione delle possibilità di investimento. Gli investitori aumentano la quantità di attivi rischiosi che sono correlati negativamente con la variabile di stato.

## Stime empiriche
Il modello intertemporale di valutazione degli attivi (ICAPM) può essere considerato come un fondamento teorico del modello a tre fattori di Fama e French. Di conseguenza, i risultati favorevoli al modello di Fama e French sono anche dei risultati che confermano il modello ICAPM.
Campbell et al.  trovano che le restrizioni imposte dal modello ICAPM migliorino le capacità di previsione del rendimento atteso degli attivi finanziari.